# 1427 Ruvuma
1427 Ruvuma este un asteroid din centura principală, descoperit pe 16 mai 1937, de Cyril Jackson.